# メイクソフトウェア
株式会社メイクソフトウェアは、加賀デバイスが製造・販売を行っているプリントシール機のブランド名。
本稿では、2018年10月24日までプリントシール機の企画・開発・販売などを手がけていた企業である株式会社メイクソフトウェア（メイクソフトウェア、MAKE SOFTWARE, Inc.）についても記述する。

## 概要
1988年12月に日本物産の元社員の山本廣が独立して設立。翌1989年に株式会社へ改組。事業内容はゲームセンター用プリントシール機の企画・設計・開発・販売・サービス・OEM供給、インターネットおよび携帯電話のWebコンテンツの企画・開発、各種分析ソフトの企画・開発である。かつてはアーケード・コンシューマーゲームの分野でハドソンなどのデベロッパーとしてソフト開発を行っていたが、2000年に撤退。「ユーザーの望むものを提供する」を企業理念としていた。
プリントシール機事業で同業関係にあるフリューや辰巳電子工業と異なり、日本アミューズメントマシン協会→日本アミューズメント産業協会には加盟していなかった。そのため、「アミューズメントマシンマシンショー」→「ジャパンアミューズメントエキスポ」には単独で出展できず、加賀アミューズメント（加賀電子の子会社）のブースにて展示を行っていた。
2012年7月期には約71億1900万円の売上があった。しかし、オペレーター（ゲームセンター運営者）がプリントシール機の導入台数を抑制するなど、プリントシール機自体の販売が低迷し、課金コンテンツの収入が減少するなど業績が悪化。
2015年にはローラを起用したプリントシール機である「ROLA's PURICH（ローラズプリっち）」を発売したり、2017年には同業最大手のフリューに対抗する形でカラーコンタクトなどの電子商取引サイトを立ち上げたりするなどして再建を図ろうとした。しかし、過去のプリントシール機開発費用が重荷となり、資金繰りが悪化したと同時にメイクソフトウェアの信用が低下した。2018年には、4月にNTTドコモと「ご当地プリントシール機」における協業契約を締結し、7月には竹内涼真主演の『センセイ君主』とのコラボレーションを実施するなどした。
2018年7月期の売上は約22億8700万円とフリューの約10分の1にまで落ち込んだ。2018年7月期も、2018年9月時点で早くも約1億円の赤字に陥り、同年10月には支援スポンサー探しを弁護士に依頼して2社と交渉を行ったものの、わずか1週間で交渉決裂となった。このため、2018年10月24日に事業を停止して大阪地方裁判所へ破産申請し、同日付で破産手続開始決定を受けた。負債総額は約21億円。2018年9月に発売された「プリと私」が、メイクソフトウェア最後のプリントシール機となった。帝国データバンクは、2018年11月7日にTBSラジオで放送された『森本毅郎・スタンバイ!』にて、メイクソフトウェアの経営破綻の原因を売上低下や累積赤字の他にも、「フリューよりも商品力が見劣りするようになり、それとともに売上が減少した」と分析した。
NTTドコモは2018年10月31日に契約に基づき、破産管財人に対し、同日付でメイクソフトウェア関連の全サービスを終了すること通告した。他の携帯キャリアがNTTドコモと同じ対応を取るかは未発表である。
破産管財人とプリントシール機事業の譲渡を申し入れていた加賀デバイス株式会社は、2018年11月12日にプリントシール機に関連する事業（企画・開発・販売、「らくがき＠写真メール」の運営も含む）を同年12月1日付で加賀デバイスへ譲渡することで合意。プリントシール機事業は、破産管財人、加賀デバイス、携帯キャリア各社の合意を得て、大阪地方裁判所の許可の下で同年12月1日に加賀デバイスへ譲渡された。プリントシール機事業は加賀デバイスエンターテイメント課が担当し、部署自体は大阪市中央区南船場にある加賀ビル内に置かれる。メイクソフトウェアが手がけていたプリントシール機事業は加賀デバイスを始めとした加賀電子グループによって再建が図られることになる。加賀デバイスへのプリントシール機事業譲渡後も、メイクソフトのブランドは維持されている。加賀デバイスは、「カラコンジョリー」を利用していたユーザーに対して、フリューが運営する「Mew contact（ミューコンタクト）」を利用するよう案内している。
電子商取引事業（「mamanon」と「カラコンジョリー」）の債務処理は、引き続き旧：メイクソフトウェアの破産管財人が行っていた。
旧：メイクソフトウェアは2020年8月25日に法人格が消滅した。

## 沿革
- 1988年12月 - 日本物産の元社員であった山本廣が独立し創業、ゲーム受託開発を開始[1]
- 1989年11月 - 株式会社へ改組[1]
- 1995年4月 - 自社ブランドゲームソフトの開発開始
- 1997年2月 - プリントシール機の開発開始
- 2000年12月 - ゲームソフト（自社・受託）の開発から撤退
- 2005年11月 - PC・携帯サイト「らくがき＠写真メール」本格運営開始。携帯3キャリアの公式サービス、写真シール機との接続開始。
- 2006年6月 - 複合カフェ事業としてレスパ西心斎橋店をオープン（2009年11月に閉店して同事業から撤退）
- 2009年5月 - 音楽情報・歌詞検索サイト「UtaTen」でHMVジャパン株式会社と業務提携（平成24年4月30日付で提携解消）
- 2011年1月 - 撮影と落書きが同時に行える写真自販機の特許を取得したことを発表
- 2012年6月 - スマートフォン用ソーシャルネットワークゲーム参入、街づくりソーシャルゲーム「Town Maker」リリース
- 2017年10月 - 電子商取引サイトである「mamanon」（ママノン）と「カラコンジョリー」を開始[5]
- 2018年
  - 10月24日 - 事業を停止し、大阪地方裁判所から破産手続開始決定を受ける[1][2][16]。
  - 12月1日 - プリントシール機事業を破産管財人から加賀デバイス株式会社へ譲渡[12][13]。
- 2020年8月25日 - 法人格消滅。

## 加賀デバイスが発売している製品
詳細は製品情報を参照

## 旧：メイクソフトウェアが発売していた主なプリントシール機
- ｢プリと私」
- ｢声プリSpecial☆プリステラ」
- ｢FAN+TIC」、「mote」
- ｢Barbie Your Doll」、「Hello 80s」、「MOTEgenic」
- ｢ROLA’s PURICH」、｢BejoQue」、｢BEJOQUE 2」
- ｢USAGI」、｢USAGI 2」、｢USAGI 3」
- ｢MY GRAM」、｢&Lovely」、｢Lovelizm」
- ｢BEAUTY muse」、｢BEAUTY muse 2」、｢BEAUTY muse 3」
- ｢Foto RooooM」、「IT FACE」
- ｢HOW TO 45°」、｢HOW TO Second Rule」、｢HOW TO +」
- ｢OH MY GIRL」、｢OH MY GIRL Ⅱ」、｢OH MY GIRL Ⅲ」
- ｢Bijyo Cocktail」、｢BIJYO COCKTAIL 2」、｢BIJYO COCKTAIL SILKY」
- ｢Viva女子」、｢La femme」、｢LA FEMME Deux」
- ｢ミーハー女子♥」、｢ミーハー女子♥ 2」、｢ミーハー女子♥ 3」
- ｢Essence」、「メロメロ」、「メロメロ...♥ 2」
- 「おしゃれBambi-na」、「おしゃれBambi-na2」、「おしゃれBambi-na 3」
- 「憧れBaby」、「憧れBaby 2」、「憧れBaby 3」
- 「美女cosme」、「美女cosme 2」、「美女cosme 3」、「美女cosme 3スペシャル」
- 「ネコとヒョウ」、「ネコとヒョウ 2」、「ネコとヒョウ 3」
- 「CUBE」、「CUBE 2」、「CUBE3」
- 「美人になりましょう。」、「美人になりましょう。2」、「Bijin3」
- 「あ、綺麗。」、「あ、綺麗。2」、「あ、綺麗。3」
- 「きら凛花」、「咲Rin花」、「LOVE JOKER」
- 「レンアイシャシン」、「恋友」、「恋友2」
- 「CRASH」、「モテ娘の花路」
- 「ミンナの気持僕らの詩」、「ミンナの気持僕らの詩2」、「ミン僕Best!!」
- 「cocoA」、「cocoA2」、「花々音」
- 「麗華」、「麗華スペシャルバージョン」、「Ulala2」、「Ulala2」
- 「華恋」、「華恋スペシャルバージョン」、「華恋2」、「華恋舞」

## 旧：メイクソフトウェアが配信していたスマートフォン用アプリ
- Town Maker
- MEDAL SPIRITS
- Pic a Booth
- 美味カメラ
- 夜景カメラ
- TRPG Dices